# Jamie Dornan
James Dornan (sinh ngày 1 tháng 5 năm 1982) là một diễn viên, người mẫu và nhạc sĩ đến từ Bắc Ireland. Anh đóng vai Cảnh sát trưởng Graham Humbert trong loạt phim đài ABC Ngày xửa ngày xưa (2011–2013), và kẻ giết người hàng loạt Paul Spector trong loạt phim tội phạm hình sự đài BBC Two và RTÉ One The Fall (2013–2016), được đề cử giải Hàn lâm Truyền hình Anh cho nam diễn viên xuất sắc nhất. Anh đóng vai Hans Axel von Fersen trong phim Marie Antoinette (2006) của đạo diễn Sofia Coppola, và Christian Grey trong loạt phim Năm mươi sắc thái (2015–2018).

## Sự nghiệp

### Phim điện ảnh
| Năm  | Tên                        | Nhân vật                | Ghi chú         |
| ---- | -------------------------- | ----------------------- | --------------- |
| 2006 | Marie Antoinette           | Axel von Fersen         |                 |
| 2008 | Beyond the Rave            | Ed                      |                 |
| 2009 | Shadows in the Sun         | Joe                     |                 |
| 2009 | X Returns                  | X                       | Short film      |
| 2009 | Nice to Meet You           | The Young Man           | Short film      |
| 2014 | Flying Home                | Colin                   |                 |
| 2015 | Fifty Shades of Grey       | Christian Grey          |                 |
| 2015 | Burnt                      | Leon Sweeney            | Deleted scenes  |
| 2016 | Anthropoid                 | Jan Kubiš               |                 |
| 2016 | The Siege of Jadotville    | Pat Quinlan             |                 |
| 2016 | The 9th Life of Louis Drax | Dr. Allan Pascal        |                 |
| 2017 | Fifty Shades Darker        | Christian Grey          |                 |
| 2018 | Fifty Shades Freed         | Christian Grey          |                 |
| 2018 | Untogether                 | Nick                    | Post-production |
| 2018 | Robin Hood                 | Will Scarlet            | Post-production |
| 2023 | Án mạng ở Venice           | Cha của Leopold Ferrier |                 |
| TBA  | A Private War              | Paul Conroy             | Filming         |

### Phim truyền hình
| Năm       | Tên                                  | Nhân vật                              | Ghi chú                         |
| --------- | ------------------------------------ | ------------------------------------- | ------------------------------- |
| 2011–2013 | Ngày xửa ngày xưa (Once Upon a Time) | The Huntsman / Sheriff Graham Humbert | 9 tập                           |
| 2013–2016 | The Fall                             | Paul Spector                          | 17 tập                          |
| 2014      | New Worlds                           | Abe Goffe                             | 4 tập                           |
| 2018      | My Dinner with Hervé                 | Danny Tate                            | Television film Post-production |

## Đĩa hát
| Năm  | Single                                                                              |
| ---- | ----------------------------------------------------------------------------------- |
| 2005 | "Fairytale"                                                                         |
| 2006 | "My Burning Sun"                                                                    |
| 2018 | "Maybe I'm Amazed" (from the Fifty Shades Freed Original Motion Picture Soundtrack) |

## Giải thưởng
| Year                              | Category                                                                                             | Nominated work                    | Result                            | Ref.                              |
| British Academy Television Awards | British Academy Television Awards                                                                    | British Academy Television Awards | British Academy Television Awards | British Academy Television Awards |
| --------------------------------- | --- | --------------------------------- | --------------------------------- | --------------------------------- |
| 2014                              | Best Actor                                                                                           | The Fall                          | Đề cử                             | [ 4 ]                             |
| British Independent Film Awards   | |                                   |                                   |                                   |
| 2016                              | Best Supporting Actor                                                                                | Anthropoid                        | Đề cử                             | [ 7 ]                             |
| Broadcasting Press Guild Awards   | |                                   |                                   |                                   |
| 2014                              | Breakthrough Award                                                                                   | The Fall                          | Đoạt giải                         | [ 8 ]                             |
| 2015                              | Best Actor (long-list)                                                                               | The Fall                          | Đề cử                             | [ 9 ]                             |
| Czech Lion Awards                 | |                                   |                                   |                                   |
| 2016                              | Best Supporting Actor                                                                                | Anthropoid                        | Đề cử                             | [ 10 ]                            |
| C21 International Drama Awards    | |                                   |                                   |                                   |
| 2015                              | Best Male Performance                                                                                | The Fall                          | Đề cử                             | [ 11 ]                            |
| Golden Raspberry Awards           | |                                   |                                   |                                   |
| 2016                              | Worst Actor                                                                                          | Fifty Shades of Grey              | Đoạt giải                         | [ 12 ]                            |
| 2016                              | Worst Screen Combo (with Dakota Johnson)                                                             | Fifty Shades of Grey              | Đoạt giải                         | [ 12 ]                            |
| 2018                              | Worst Actor                                                                                          | Fifty Shades Darker               | Đề cử                             | [ 13 ]                            |
| 2018                              | Worst Screen Combo (with "Any Combination of Two Characters, Two Sex Toys, or Two Sexual Positions") | Fifty Shades Darker               | Đề cử                             | [ 13 ]                            |
| Irish Film and Television Awards  | |                                   |                                   |                                   |
| 2014                              | Best Lead Actor – Television                                                                         | The Fall                          | Đoạt giải                         |                                   |
| 2014                              | Rising Star                                                                                          | The Fall                          | Đoạt giải                         |                                   |
| 2015                              | Best Actor in a Lead Role – Drama                                                                    | The Fall                          | Đề cử                             |                                   |
| 2017                              | Best Actor                                                                                           | The Siege of Jadotville           | Đề cử                             | [ 14 ]                            |
| National Television Awards        | |                                   |                                   |                                   |
| 2016                              | Drama Performance                                                                                    | The Fall                          | Đề cử                             | [ 15 ]                            |
| 2017                              | Drama Performance                                                                                    | The Fall                          | Đề cử                             | [ 16 ]                            |